# Clytia longitheca
Clytia longitheca är en nässeldjursart som först beskrevs av John Fraser 1914.  Clytia longitheca ingår i släktet Clytia och familjen Campanulariidae. Inga underarter finns listade i Catalogue of Life.